# マイヤー (百貨店)
マイヤー (Myer) は、オーストラリア最大の百貨店チェーンである。オーストラリアの全ての州に店舗を持つ唯一の百貨店チェーンである。

## 沿革
- 1900年：シドニー・マイヤー (Sidney Myer) とその兄（弟）がビクトリア州のベンディゴに商店を開く。
- 1908年：同地に2店目を開店。
- 1911年：メルボルン都心部のバーク通り (Burke Street) に進出。以後隣接不動産を購入し店舗を拡張。
- 他州の百貨店を買収してゆく。この過程で不動産開発業者、オーナーとしての側面ももつ。
- 1968年：ジーロングのリンゼイズ (Lindsay's stores) を買収し、アメリカ合衆国のターゲットチェーンの名称とロゴタイプの使用許諾を受けたディスカウント百貨店チェーンとする。
- 1983年：グレース・ブラザーズ (Grace Brothers) にシドニー店を売却するが、グレース・ブラザーズの持株会社をマイヤーが買収する。マイヤーのシドニー店はグレース・ブラザーズに改名される。
- 1985年8月、Myer Emporium Ltd と GJ Coles & Coy Ltd は合併、オーストラリア史上最大の会社になる
- 1986年1月、"Coles Myer Limited" に改名
- 2004年：グレース・ブラザーズの店舗はマイヤーに改名される。
- 2006年：コールス・マイヤー（Coles Myer、現コールス・グループ）からニューブリッジ・キャピタルとマイヤー家の連合体に売却される。ターゲットはコールス側に残る。